# Kasztelania zakroczymska
Kasztelania zakroczymska – kasztelania mieszcząca się niegdyś w województwie mazowieckim, z siedzibą (kasztelem) w Zakroczymiu.

## Kasztelanowie zakroczymscy
| Imię i nazwisko       | Okres urzędowania                       | p.          |
| --------------------- | --------------------------------------- | ----------- |
| Jan Kryski            | ? (zmarł w 1525)                        | [ 2 ]       |
| Stefan Wodyński       | 1529 - 1531 (jeszcze 1534?)             | [ 3 ]       |
| Florian Parys         | (już 1531?) 1534 - 1544                 | [ 3 ]       |
| Aleksander Iłowski    | 1544 - 1544 (jeszcze 1551?)             | [ 3 ]       |
| Jan Kostka            | (już 1544?) 1551 - 1551 (jeszcze 1554?) | [ 3 ]       |
| Walenty Nadarzyński   | 1554 - 1555                             | [ 3 ]       |
| Arnolf Uchański       | (już 1555?) 1556 - 1556 (jeszcze 1557?) | [ 4 ] [ 5 ] |
| Franciszek Rusocki    | 1557 - 1557                             | [ 3 ]       |
| Krystyn Łoś           | (już 1557?) 1563 - 1563 (jeszcze 1582?) | [ 6 ]       |
| Piotr Grajewski       | ? (zmarł w 1582)                        | [ 7 ]       |
| Stanisław Radzimiński | 1582 - 1584                             | [ 3 ]       |
| Jan Leśnowolski       | 1584 - 1589                             | [ 3 ]       |
| Stanisław Parys       | 1588 - 1589                             | [ 3 ]       |
| Stanisław Miński      | 1588 - 1590                             | [ 3 ]       |
| Wojciech Radzimiński  | 1591 - 1601                             | [ 3 ]       |
| Jan Lasocki           | 1601 - 1601 (jeszcze 1605?)             | [ 3 ]       |
| Franciszek Bieliński  | (już 1601?) 1605 - 1605 (jeszcze 1609?) | [ 3 ]       |
| Szczęsny Kryski       | (już 1609?) 1609 - 1610                 | [ 3 ]       |
| Jakub Brochocki       | 1610 - 1613                             | [ 3 ]       |
| Jakub Lelewski        | 1613 - 1620                             | [ 3 ]       |
| Jan Brochowski        | 1620 - 1647                             | [ 3 ]       |
| Mikołaj Łopacki       | 1648 - 1648 (jeszcze 1660?)             | [ 3 ]       |
| Tomasz Olędzki        | (już 1648?) 1660 - 1678                 | [ 3 ]       |
| Władysław Lasocki     | 1678 - 1678 (jeszcze 1696?)             | [ 8 ]       |
| Adam Karnkowski       | (już 1678?) 1696 - 1696                 | [ 3 ]       |
| Adam Bieliński        | 1696 - 1716                             | [ 3 ]       |
| Franciszek Wessel     | 1716 - 1724                             | [ 3 ]       |
| Walenty Mierzejewski  | 1724 - 1737                             | [ 3 ]       |
| Franciszek Łopacki    | 1737 - 1748                             | [ 3 ]       |
| Józef Ostroróg        | 1748 - 1750                             | [ 3 ]       |
| Antoni Krasiński      | 1750 - 1762                             | [ 3 ]       |
| Jan Rostworowski      | 1762 - 1774                             | [ 3 ]       |
| Leon Korzeniowski     | 1775 - 1785                             | [ 3 ]       |
| Franciszek Prażmowski | 1785 - 1795                             | [ 3 ]       |